# (37697) 1995 YW4
1995 YW4 (asteroide 37697) é um asteroide da cintura principal. Possui uma excentricidade de 0.04146220 e uma inclinação de 1.95082º.
Este asteroide foi descoberto no dia 16 de dezembro de 1995 por Spacewatch em Kitt Peak.